# Йоганнес Банфі Гуньядес
Йоганнес Банфі Гуньядес (угор. Johannes Banfi Hunyades; нар. 1576, Бая-Маре — пом. 28 серпня 1646, Амстердам) — угорський алхімік, хімік і металург. Він емігрував до Англії в 1608 році і побудував репутацію серед академічних кіл Англії та Угорщини, зв'язавшись з такими фігурами, як — Артур Ді, Вільям Ліллі, Джонатан Годдард і Кенелм Дігбі.
Народився в 1576 році, Банфі Гуньядес отримав учнівство по золотодобуванню в своєму рідному місті. Між 1606 і 1608 роками він здійснив подорож по Європі, пройшовши через Німеччину і прибувши до Англії в 1608 році. Після прибуття він став успішним ювеліром у Лондоні, кілька разів відвідуючи Угорщину, перш ніж влаштуватися в Англії після свого шлюбу з Дороті Колтон в 1619 році, від якої у нього було четверо дітей.
Банфі Гуньядес підтримував контакти з кількома видатними угорськими діячами, і в 1633 році він був запрошений Великим князем Семигорода зайняти посаду в своїй запланованій академії. Станом на 1633 рік Банфі Гуньядес займав посаду в Грешем-коледжі, читаючи лекції та експериментуючи в галузі хімії з кількома видатними вченими в коледжі до 1642 року. У 1646 році, до запланованої поїздки з Артуром Ді в Угорщину в пошуках сурми, Банфі Гуньядес помер 28 серпня 1646 року.

## Біографія
Йоганнес Банфі Гуньядес народився в 1576 році в Рівулус-Домінарумі, тоді входив до складу Угорського королівства, нині відомого як Бая-Маре, Румунія. Його сім'я, можливо, походила з шляхетної родини Гуньяді, більш конкретно, від короля Угорщини Матвія Корвіна, хоча такі повідомлення не підтверджуються жодними незалежними генеалогічними джерелами, крім могили його сина. Більш ймовірно, що Банфігуньяді — топонімічне прізвище, заснована на місці народження Бенедека Банфігуньяда (нині Гуєдін, Румунія).
Згідно з муніципальними записами Бая-Маре, Банфі Гуньядес володів Виноградниками. Він став учнем ювелірного ремесла в своєму рідному місці, працюючи під чеканкою. Станом на 1606 рік Банфі Гуньядес був в Кошиці у Словаччині, популярному місці для роботи ювелірів.
Незабаром він відправився в подорож по Європі, можливо, пройшовши через двір Рудольфа II в Священної Римської імперії і двір Моріца Гессен-Кассельского. Двір Кассельского був епіцентром окультної і алхімічної діяльності в Європі в той час, з кількома англійськими алхіміками і природними філософами, які відвідували його. Точно не відомо, проїжджав він через ту чи іншу країну, але пізніша записна книжка розкриває метод трансмутації, який він приписує відомому і великодушному богемського лорду, поряд з посиланням на Едварда Келлі, який працював при дворі Рудольфа II. Банфі Гуньядес був в Німеччині близько 1608 року, де він купив Біблію Каролі (англ. Károli Bible).
Банфі Гуньядес прибув до Англії в 1608 році, ставши багатим ювеліром в Лондоні, хоча він ніколи не приєднався до Goldsmiths' Company, оскільки жив за межами Лондонського Сіті. У 1613 році він направив лист своєму братові, в якому повідомив йому про своє становище і багатстві, обіцяючи відвідати його в наступному році і просив подбати про своїх книгах і інструментах, залишених в Угорщині. Він явно підтримував тісні зв'язки з Угорщиною, спілкувався і переписував на угорській мові з угорцями в Лондоні і на своїй батьківщині. 5 липня 1617 року він пожертвував багате німецьке видання угорської Біблії Каролі Бодліанській бібліотекі під час візиту в Оксфорд як прощальний подарунок для поїздки в Угорщину. Джордж Коморі припустив, що Банфі Гуньядес був в Оксфорді, щоб зустрітися з Томасом Алленом, так як Вільям Ліллі пізніше отримав рукопис Аллена від Банфі Гуньядеса.